# Scytalopus
Scytalopus  es un género de aves paseriformes perteneciente a la familia Rhinocryptidae que agrupa a numerosas especies nativas de la América tropical (Neotrópico), donde se distribuyen desde Costa Rica a través de América Central y del Sur hasta Tierra del Fuego en Argentina y Chile. A sus miembros se les conoce como churrines o tapaculos. La taxonomía del género se encuentra en constante evolución, con frecuentes descripciones de nuevas especies y separaciones de subespecies.

## Etimología
El nombre genérico masculino «Scytalopus» deriva del griego «skutalē, skutalon»: bastón, palo, garrote, y «pous, podos»: pies; significando «con los pies como  garrotes».

## Características
Este género es un grupo complejo, dificultoso, de aves que parecen casi ratones, que se arrastran próximos al suelo en selvas y bosques y que encuentran su máxima diversidad en los Andes, con algunas especies habitando en la región este de Brasil, pero ausentes de la mayor parte de la cuenca amazónica. Todas son similares en plumaje, muchas casi idénticas, siendo básicamente alguna tonalidade de gris (variando desde gris bastante pálido a bastante negruzco), a menudo con rufo o pardo en los flancos (algunas veces con un barrado oscuro también). Unas pocas presentan marcas faciales blancas. Los juveniles son generalmente pardos por entero, a menudo con un barrado oscuro considerable. El nivel de especie es identificado generalmente con base en la zona de distribución, la altitud y, principalmente, el canto. Obsérvese que muchos tapaculos emiten llamados de contacto y de advertencia muy similares.

## Lista de especies
Según las clasificaciones del Congreso Ornitológico Internacional (IOC) y Clements Checklist/eBird v.2019, y siguiendo la secuencia y las nuevas especies adicionadas por el Comité de Clasificación de Sudamérica (SACC), el género agrupa a las siguientes especies con el respectivo nombre popular de acuerdo con la Sociedad Española de Ornitología (SEO) u otro, cuando referenciado:
| Imagen | Nombre científico                     | Autor                                                                       | Nombre común                               | EC (*) |
| ------ | ------------------------------------- | --------------------------------------------------------------------------- | ------------------------------------------ | ------ |
|        | Scytalopus latrans                    | Hellmayr, 1924                                                              | churrín negruzco                           | LC     |
|        | Scytalopus unicolor                   | Salvin, 1899                                                                | churrín unicolor                           | LC     |
|        | Scytalopus parvirostris               | J.T. Zimmer, 1939                                                           | churrín trinador                           | LC     |
|        | Scytalopus gonzagai                   | Maurício, Belmonte-Lopes, Pacheco, Silveira, Whitney & Bornschein, 2014     | churrín bahiano                            | EN     |
|        | Scytalopus speluncae                  | Ménétries, 1835                                                             | churrín plomizo                            | LC     |
|        | Scytalopus diamantinensis             | Bornschein, Maurício, Belmonte-Lopes, Mata & Bonatto, 2007                  | churrín de Diamantina                      | EN     |
|        | Scytalopus petrophilus                | Whitney, Vasconcelos, Silveira & Pacheco, 2010                              | churrín roquero                            | LC     |
|        | Scytalopus pachecoi                   | Maurício, 2005                                                              | churrín de Pacheco o tapaculo del Planalto | LC     |
|        | Scytalopus iraiensis                  | Bornschein, Reinert & Pichorim, 1998                                        | churrín palustre                           | EN     |
|        | Scytalopus intermedius                | J.T. Zimmer, 1939                                                           | churrín de Utcubamba                       | NE     |
|        | Scytalopus macropus                   | Berlepsch & Stolzmann, 1896                                                 | churrín patudo                             | LC     |
|        | Scytalopus sanctaemartae              | Chapman, 1915                                                               | churrín de Santa Marta                     | LC     |
|        | Scytalopus micropterus                | (P.L. Sclater, 1858)                                                        | churrín colilargo                          | LC     |
|        | Scytalopus femoralis                  | (Tschudi, 1844)                                                             | churrín ventrirrufo                        | LC     |
|        | Scytalopus atratus                    | Hellmayr, 1922                                                              | churrín coroniblanco                       | LC     |
|        | Scytalopus bolivianus                 | Allen, 1889                                                                 | churrín boliviano                          | LC     |
|        | Scytalopus argentifrons               | Ridgway, 1891                                                               | churrín plateado                           | LC     |
|        | Scytalopus panamensis                 | Chapman, 1915                                                               | churrín panameño                           | VU     |
|        | Scytalopus chocoensis                 | Krabbe & Schulenberg, 1997                                                  | churrín del Chocó                          | LC     |
|        | Scytalopus rodriguezi                 | Krabbe, Salaman, Cortés, Quevedo, Ortega & Cadena, 2005                     | churrín del Alto Magdalena                 | EN     |
|        | Scytalopus stilesi                    | Cuervo, Cadena, Krabbe & Renjifo, 2005                                      | churrín de Stiles                          | LC     |
|        | Scytalopus robbinsi                   | Krabbe & Schulenberg, 1997                                                  | churrín de El Oro                          | EN     |
|        | Scytalopus alvarezlopezi              | Stiles, Laverde & Cadena, 2017                                              | churrín de Tatamá                          | NT     |
|        | Scytalopus vicinior                   | J.T. Zimmer, 1939                                                           | churrín de Nariño                          | LC     |
|        | Scytalopus latebricola                | Bangs, 1899                                                                 | churrín ratona                             | NT     |
|        | Scytalopus perijanus                  | Avendaño, Cuervo, López, Gutiérrez, Cortés & Cadena, 2015                   | churrín del Perijá                         | VU     |
|        | Scytalopus meridanus                  | Hellmayr, 1922                                                              | churrín de Mérida                          | LC     |
|        | Scytalopus (meridanus) fuscicauda     | Hellmayr, 1922                                                              | churrín de Lara                            | NE     |
|        | Scytalopus caracae                    | Hellmayr, 1922                                                              | churrín de Caracas                         | LC     |
|        | Scytalopus spillmanni                 | Stresemann, 1937                                                            | churrín de Spillmann                       | LC     |
|        | Scytalopus parkeri                    | Krabbe & Schulenberg, 1997                                                  | churrín de Chusquea                        | LC     |
|        | Scytalopus novacapitalis              | Sick, 1958                                                                  | churrín de Brasilia                        | EN     |
|        | Scytalopus magellanicus               | (Gmelin, 1789)                                                              | churrín magallánico                        | LC     |
|        | Scytalopus griseicollis               | (Lafresnaye, 1840                                                           | churrín de matorral                        | LC     |
|        | Scytalopus (griseicollis) infasciatus | Chapman, 1915                                                               | churrín de Cundinamarca                    | NE     |
|        | Scytalopus altirostris                | J.T. Zimmer, 1939                                                           | churrín de Neblina                         | LC     |
|        | Scytalopus frankeae                   | K.V. Rosenberg, Davis, G.H. Rosenberg, Hosner, Robbins, Valqui & Lane, 2020 | churrín de Jalca                           | NE     |
|        | Scytalopus krabbei                    | Schulenberg, Lane, Spencer, Angulo & Cadena, 2020                           | churrín aliblanco                          | NE     |
|        | Scytalopus affinis                    | J.T. Zimmer, 1939                                                           | churrín de Ancash                          | LC     |
|        | Scytalopus acutirostris               | (Tschudi, 1844)                                                             | churrín de Tschudi                         | LC     |
|        | Scytalopus urubambae                  | J.T. Zimmer, 1939                                                           | churrín de Vilcabamba                      | LC     |
|        | Scytalopus simonsi                    | Chubb, 1917                                                                 | churrín de la puna                         | LC     |
|        | Scytalopus zimmeri                    | Bond & Meyer de Schauensee, 1940                                            | churrín de Zimmer                          | LC     |
|        | Scytalopus superciliaris              | Cabanis, 1883                                                               | churrín cejiblanco                         | LC     |
|        | Scytalopus fuscus                     | Gould, 1837                                                                 | churrín sombrío                            | LC     |
|        | Scytalopus canus                      | Chapman, 1915                                                               | churrín del Paramillo                      | EN     |
|        | Scytalopus opacus                     | J.T. Zimmer, 1941                                                           | churrín paramero                           | LC     |
|        | Scytalopus androstictus               | Krabbe & Cadena, 2010                                                       | churrín de Loja                            | NE     |
|        | Scytalopus whitneyi                   | Krabbe, Fjeldså, Hosner, Robbins & Andersen, 2020                           | churrín de Ampay                           | NE     |
|        | Scytalopus schulenbergi               | Whitney, 1994                                                               | churrín diademado                          | LC     |
|        | Scytalopus gettyae                    | Hosner, Robbins, Valqui & Townsend Peterson, 2013                           | churrín de Junín                           | LC     |

(*) Estado de conservación

## Taxonomía
Los límites entre las especies de este género están entre las cuestiones más complejas en la ornitología Neotropical. Son altamente crípticos y la identificación utilizando características visuales es generalmente imposible. Típicamente son necesarios datos vocales y bioquímicos para esclarecer la situación taxonómica de las diversas poblaciones. Varias especies nuevas para la ciencia han sido descritas recientemente, en los años 2000 (p. ej. S. stilesi, S. rodriguezi, S. perijanus y S. alvarezlopezi desde Colombia/Venezuela, S. gettyae desde Perú, S. diamantinensis, S. petrophilus y S. gonzagai desde Brasil). La situación taxonómica de muchas de las especies andinas fue resuelta por Krabbe & Schulenberg (1997) que separaron una cantidad de especies y describieron otras tres nuevas. El entonces complejo magellanicus dio origen a S. griseicollis, S. canus, S. fuscus, S. affinis, S. altirostris, S. acutirostris, S. urubambae, S. zimmeri, S. simonsi y S. superciliaris; el entonces complejo femoralis dio origen a S. bolivianus, S. atratus, S. sanctaemartae y S. micropterus; el complejo latebricola dio origen a S. meridanus, S. caracae y S. spillmani y finalmente, con base en los estudios de Coopmans, Krabbe & Schulenberg (2001), S. unicolor fue dividida en S. latrans y S. parvirostris.  La confusa situación tal vez sea mejor ilustrada por el hecho de que en 1970 apenas 10 especies eran reconocidas en este género, y ahora pasan de 40 (Krabbe & Schulenberg, 2003). Adicionalmente, aún se conocen especies no descritas, como los peruanos “tapaculo de Apurímac” y “tapaculo de Millpo”; mientras algunas especies como actualmente definidas podrían incluir otras que pueden representar especies no descritas (p. ej, la población sureña del churrín patudo S. macropus).
En el año 2020 tres nuevas especies fueron descritas para la ciencia: Scytalopus krabbei, S. frankeae y S. whitneyi, todas en el amplio estudio de Krabbe et al. (2020) y reconocidas por el Comité de Clasificación de Sudamérica (SACC) en las Propuestas No 852, 853 y 854 respectivamente. Adicionalmente en los estudios de Cadena et al. (2020) se justificó la separación como especies plenas de las entonces subespecies S. latrans intermedius y S. opacus androstictus, lo que fue aprobado por el SACC en las Propuestas No 858 y 855 respectivamente.
Las especies Eleoscytalopus indigoticus y E. psichopompus anteriormente se incluían en el presente género, pero los estudios genéticos llevaron a incluirlas en un género diferente Eleoscytalopus, más cercanamente relacionado con el género Merulaxis
Los estudios de genética molecular de Ericson et al., 2010 confirman la monofilia de la familia Rhinocryptidae y sugieren la existencia de dos grandes grupos dentro de la misma, de forma muy general, el formado por las especies de mayor tamaño, y el integrado por las especies menores, al que pertenece el presente género. Ohlson et al. 2013 proponen la división de la familia en dos subfamilias. El presente género pertenece a una subfamilia Scytalopodinae J. Müller, 1846, junto a Eugralla, Myornis, Eleoscytalopus y Merulaxis.